# 1972 في اليابان
فيما يلي قوائم الأحداث التي وقعت خلال عام 1972 في اليابان.

## أحداث
- 3 فبراير – الألعاب الأولمبية الشتوية 1972

## سياسة

### تعيين في المنصب
- 7 يوليو – كاكويه تاناكا رئيس وزراء اليابان.
- 29 أغسطس – تاكيو ميكي نائب رئيس وزراء اليابان [الإنجليزية]‏،وزير البيئة [الإنجليزية]‏.
- 11 ديسمبر – جونيتشيرو كويزومي عضو مجلس النواب من اليابان.

### انتهاء فترة المنصب
- 1 يناير – إيشيهارا شنتارو عضو مجلس المستشارين.
- 7 يوليو – إيساكو ساتو رئيس وزراء اليابان.

## برامج ومسلسلات وأنمي
- مومين الجديد
- غزاة من الفضاء

## مواليد

### يناير
- 1 يناير – كييتشي شيغوساوا كاتب ياباني.
- 1 يناير – هايدمارو فوجيباياشي
- 7 يناير – يوتا ناكازاوا لاعب كرة قدم ياباني.
- 14 يناير – نوريو هانيو لاعب كرة قدم ياباني.
- 16 يناير – ريتشارد جونز ممثل أمريكي.
- 17 يناير – شينجي يامازاكي لاعب كرة قدم ياباني.
- 21 يناير – ياسونوري ميتسودا
- 22 يناير – رومي باكو
- 24 يناير – تيتسوماسا كيمورا لاعب كرة قدم ياباني.
- 25 يناير – شينجي تاكيهارا ملاكم ياباني.
- 29 يناير – هيروشي موريياسو لاعب كرة قدم ياباني.

### فبراير
- 8 فبراير – هيروشي تسوتشيدا
- 18 فبراير – تاكاشي كيياما لاعب كرة قدم ياباني.
- 25 فبراير – هيروشي نوكتشي لاعب كرة قدم ياباني.

### مارس
- 7 مارس – هيروشي ساتو لاعب كرة قدم ياباني.
- 10 مارس – تاكاشي فوجي
- 13 مارس – ياسوناري هيراوكا لاعب كرة قدم ياباني.
- 21 مارس – تتسو شيراتوري ممثل ياباني.
- 26 مارس – ساتوشي سيدا
- 26 مارس – ناوكو كيجيموتا لاعبة كرة مضرب يابانية.
- 28 مارس – ريوج ناكتا لاعب كرة قدم ياباني.
- 29 مارس – جونيتشي سوابي مؤدّي صوت ياباني.

### أبريل
- 2 أبريل – ماساهيرو أندو لاعب كرة قدم ياباني.
- 2 أبريل – يوشينوري دوإي لاعب كرة قدم ياباني.
- 4 أبريل – كويتشي كيدرا لاعب كرة قدم ياباني.
- 5 أبريل – جونكو تاكيوتشي
- 10 أبريل – ماسافومي ناكايغوتشي لاعب كرة قدم ياباني.
- 10 أبريل – هيدو يوشيزاوا لاعب كرة قدم ياباني.
- 12 أبريل – كينجي هامادا
- 13 أبريل – تاكاشي ناغاتا لاعب كرة قدم ياباني.
- 17 أبريل – كادزوناري كوغا لاعب كرة قدم ياباني.
- 17 أبريل – يويتشي نيشيمورا حكم كرة قدم ياباني.
- 18 أبريل – نوريهيرو ساتسكاوا لاعب كرة قدم ياباني.
- 22 أبريل – موتونوبو تاكو لاعب كرة قدم ياباني.
- 28 أبريل – كوجي كوندو لاعب كرة قدم ياباني.
- 29 أبريل – تاكاهيرو يامادا لاعبو كرة قدم يابانيون.
- 30 أبريل – هيرواكي موريشيما لاعب كرة قدم ياباني.

### مايو
- 2 مايو – تيرو إيواموتو لاعب كرة قدم ياباني.
- 5 مايو – ناأوكي موري لاعب كرة قدم ياباني.
- 8 مايو – يوشيكادز نونومورا لاعب كرة قدم ياباني.
- 10 مايو – كازوهيرو أوغورا لاعب كرة قدم ياباني.
- 15 مايو – هيرويوكي تاكي
- 20 مايو – تشيكايوكي موتشيدزكي لاعب كرة قدم ياباني.
- 23 مايو – أتسشي إيماروكا
- 30 مايو – سويتشيرو هوشي
- 30 مايو – يوشييوكي ساكاموتو لاعب كرة قدم ياباني.
- 31 مايو – أتسوهيكو موري لاعب كرة قدم ياباني.
- 31 مايو – تاكاشي ياماهاشي لاعب كرة قدم ياباني.

### يونيو
- 3 يونيو – ماسارو هيراياما لاعب كرة قدم ياباني.
- 3 يونيو – هيديوكي إيماكورا لاعب كرة قدم ياباني.
- 6 يونيو – توموهيرو هاسومي لاعب كرة قدم ياباني.
- 6 يونيو – هيديكي يوشيأوكا لاعب كرة قدم ياباني.
- 9 يونيو – تومو هانبا
- 22 يونيو – جين دومون مؤدّي صوت ياباني.
- 22 يونيو – شيقيكي كوراتا لاعب كرة قدم ياباني.
- 23 يونيو – جو أويوا لاعب كرة قدم ياباني.
- 26 يونيو – ساتوشي أويشي لاعب كرة قدم ياباني.
- 26 يونيو – كوج سيكي لاعب كرة قدم ياباني.

### يوليو
- 1 يوليو – تتسو إينادا مؤدّي صوت ياباني.
- 2 يوليو – كاتسوهيرو ميناموتو لاعب كرة قدم ياباني.
- 7 يوليو – تاكايا أوإيشي لاعب كرة قدم ياباني.
- 14 يوليو – ماسامي سوزوكي مؤدّية صوت يابانية.
- 16 يوليو – ماساهيرو شيميو لاعب كرة قدم ياباني.
- 20 يوليو – دايسوكي ماتسوياما لاعب كرة قدم ياباني.
- 23 يوليو – ماساكي تسوتشيهاشي لاعب كرة قدم ياباني.
- 24 يوليو – توموتاكا فوكاكوا لاعب كرة قدم ياباني.
- 24 يوليو – كايو هيرويوكي مصارع سومو ياباني.
- 25 يوليو – ماسايوكي أوكانو لاعب كرة قدم ياباني.
- 27 يوليو – تاكاشي شيموزو مخرج أفلام ياباني.
- 31 يوليو – تاكاشي أوكوهارا لاعب كرة قدم ياباني.

### أغسطس
- 7 أغسطس – نوبوهيتو تورييدزكا لاعب كرة قدم ياباني.
- 8 أغسطس – تاتسويا موراتا لاعب كرة قدم ياباني.
- 12 أغسطس – تاكانوهانا كوجي مصارع سومو ياباني.
- 12 أغسطس – توشيهيرو أتشيد لاعب كرة قدم ياباني.
- 14 أغسطس – تاكاكو هوندا مؤدّية صوت يابانية.
- 16 أغسطس – كينجي واكاماتسو لاعب كرة قدم ياباني.
- 20 أغسطس – كونيهيكو أكبان لاعب كرة قدم ياباني.
- 29 أغسطس – كينتارو هاياشي لاعب كرة قدم ياباني.
- 29 أغسطس – مانابو أميزوا لاعب كرة قدم ياباني.

### سبتمبر
- 4 سبتمبر – يوج ناكايوشي لاعب كرة قدم ياباني.
- 5 سبتمبر – كينجي كوياما لاعب كرة قدم ياباني.
- 8 سبتمبر – توموكازو سيكي
- 10 سبتمبر – تاكيشي واتانابي لاعب كرة قدم ياباني.
- 10 سبتمبر – يوشينوري آبي لاعب كرة قدم ياباني.
- 14 سبتمبر – شيدو ناكامرا ممثل ياباني.
- 16 سبتمبر – تومومي مانكو متسابق دراجات نارية ياباني.
- 18 سبتمبر – جرو تاكيد لاعب كرة قدم ياباني.
- 19 سبتمبر – أكيرا إيتو لاعب كرة قدم ياباني.
- 21 سبتمبر – تسويوشي فوروكاوا لاعب كرة قدم ياباني.
- 21 سبتمبر – هيتوشي موريشيتا
- 28 سبتمبر – يوكيا هامانو لاعب كرة قدم ياباني.

### أكتوبر
- 9 أكتوبر – كوكي مياتا مؤدّي صوت ياباني.
- 15 أكتوبر – هيروشيغه ياناغيموتو لاعب كرة قدم ياباني.
- 16 أكتوبر – كين ميتشيكي لاعب كرة قدم ياباني.
- 16 أكتوبر – هيدأكي موري لاعب كرة قدم ياباني.
- 19 أكتوبر – ساياكا أوكي
- 19 أكتوبر – نوريتادا سانيوشي لاعب كرة قدم ياباني.
- 21 أكتوبر – ماساكازو موريتا
- 23 أكتوبر – جون هاياشي سياسي ياباني.

### نوفمبر
- 9 نوفمبر – ناومي شيندو مؤدّية صوت يابانية.
- 13 نوفمبر – تاكويا كيمورا
- 14 نوفمبر – هيديكي ساكاموتو موسيقي ياباني.
- 19 نوفمبر – تاكيشي ميدزأتشي لاعب كرة قدم ياباني.
- 22 نوفمبر – يوهي ساتو لاعب كرة قدم ياباني.
- 26 نوفمبر – كنجي أريما لاعب كرة قدم ياباني.
- 26 نوفمبر – كيجي كايموتو لاعب كرة قدم ياباني.
- 28 نوفمبر – هيروشي نانامي لاعب كرة قدم ياباني.

### ديسمبر
- 4 ديسمبر – يوكو ميامورا
- 7 ديسمبر – تاكاشي أميزوا لاعب كرة قدم ياباني.
- 10 ديسمبر – تاكاهيرو كأواجي لاعب كرة قدم ياباني.
- 13 ديسمبر – يوشيكادز فوجيموتو لاعب كرة قدم ياباني.
- 20 ديسمبر – غين أوروبوتشي كاتب ومؤلف ياباني.
- 22 ديسمبر – تاكايوكي يوكوياما لاعب كرة قدم ياباني.
- 28 ديسمبر – شيرو هشيمةتسو لاعب كرة قدم ياباني.

## وفيات

### أبريل
- 16 أبريل – ياسوناري كواباتا (مواليد 1899)